# إبودرارن
إبودرارن إحدى بلديات دائرة بني يني التابعة لولاية تيزي وزو.

## أعلام
- عميروش آيت حمودة
- لونيس آيت منقلات
- نور الدين آيت حمودة
- سليمة آيت محمد
- أحمد أويحيى

## مواضيع ذات صلة
- بلديات ولاية تيزي وزو
- دوائر ولاية تيزي وزو